# Психология 21
«Психология21» — российский круглосуточный образовательный телеканал производства Телекомпании «СТРИМ». «Психология21» уделяет внимание психологии человека, взаимоотношениям с самим собой, окружающими, обществом. Название «Психология21» означает «психологию XXI века». Программная сетка канала состоит из авторских и приобретённых программ, посвящённых теме духовного и личностного развития. Канал также предлагает европейские и американские документальные и художественные фильмы, рассказывающие о внутреннем мире человека.

## История
Первоначально программы, посвящённые психологии, выходили на другом канале производства СТРИМ — Здоровое ТВ. После того, как интерес к программам данной направленности показал положительную динамику (аудитория канала увеличилась за счёт данных программ на 300 тысяч человек), было принято решение запустить нишевый телеканал, посвящённый «внутреннему миру человека». Изначально планировалось назвать телеканал просто «Психология», но остановились на варианте «Психология21». Телеканал был запущен 14 сентября 2009 года.

## Вещание
Вещание телеканала «Психология21» круглосуточное. В начале вещания телеканал имел эксклюзивный договор с DTH-оператором Радуга ТВ, и не имел возможности вещать в других спутниковых сетях. 1 января 2012 года телеканал вошёл в пакет каналов НТВ-Плюс. Телеканал также присутствует в кабельных сетях, в число которых входят «Домашнее телевидение МТС», Спутниковое МТС ТВ и цифровой пакет НКС.

## Награды
Телеканал является обладателем нескольких престижных отраслевых наград:
- Национальная премия «Золотой луч» 2010 года - специальный приз «Выбор прессы»[9];
- «Золотой луч» 2015 года - победитель в номинации «Лучший образовательный телеканал»[10].